# Teatro A Gosto
O Teatro A Gosto vem se constituindo em um grande evento na cidade de Sertãozinho. No ano de 2008 realizou sua quinta edição, desta feita com a participação efetiva do grupo Rabugentos Cia Teatral e o patrocínio do Programa de Ação Cultural do Estado de São Paulo.
CLEYDE YÁCONIS ABRE O EVENTO COM O CAMINHO PARA MECA
Cleyde Yáconis mudou seus planos de descansar e decidiu aceitar o convite dos produtores Fernando Cardoso e Roberto Monteiro para viver mais uma personagem especial em sua carreira, Helen Martins, em O CAMINHO PARA MECA. Texto do dramaturgo sul-africano Athol Fugard, inédito no Brasil, direção de Yara de Novaes, o espetáculo abriu em Sertãozinho o evento Teatro A Gosto, dia 2 de agosto, sábado, às 20h30. 
- Autor - Athol Furgard
- Tradução - José Almino
- Direção - Yara de Novaes
- Elenco: Cleyde Yáconis, Lúcia Romano e Cacá Amaral
- Direção de Produção - Fernanda Signorini, Fernando Cardoso e Roberto Monteiro
- Realização - Signorinimkt Produções e Mesa 2

GRUPO SERTANEZINO APRESENTOU COMÉDIA NO DOMINGO
A programação seguou no domingo, dia 03 de agosto, às 20h30, com a divertida comédia “O Pedido de Casamento”, pelo grupo Gravatá Prosa e Verso.
A montagem realizou diversas temporadas e conquistou importantes premiações no interior do estado de São Paulo. A peça conta a história de um rico camponês que, apesar de hipocondríaco e altamente impressionável, resolve pedir a mão da filha de seu vizinho em casamento. Acontece então uma seqüência de desencontros, brigas e confusões pondo em risco não só o casamento, mas a própria convivência entre as famílias. Para cada problema solucionado surge outro mais enrolado.
- Direção e Iluminação: Américo Rosário de Souza
- Sonoplastia, Cenário e Figurino: José Luiz de Oliveira
- Elenco: Beto Bellini, Altair Tardelli e Goreti Rissato de Souza

PARLAPATÕES APRESENTARAM NOVO ESPETÁCULO EM SERTÃOZINHO
Dentro da programação do Teatro A Gosto, o grupo paulistano Parlapatões, Patifes e Paspalhões apresentou pela primeira vez no interior de São Paulo seu novo trabalho, Vaca de Nariz Sutil, proposta completamente diferente das montagens anteriores do grupo, sempre marcadas pelo forte tom de comédia. A apresentação ocorreu dia 06 de agosto, às 20h30, no Teatro Municipal de Sertãozinho. Vaca de Nariz Sutil foi adaptada por Hugo Possolo há mais de vinte anos. O dramaturgo, que também dirige a montagem, traz ao palco uma encenação que passa pelo humor, mas tem forte acento no universo poético. Ficha Técnica: 
- Texto: Hugo Possolo - Livre adaptação da obra homônima de Campos de Carvalho
- Direção: Hugo Possolo
- Elenco: Henrique Stroeter, Carolina Tilkian, Raul Barretto, Claudinei Brandćo, Hugo Possolo, Alexandre Bamba, Potiguara Novazzi
- Cenografia: Luķs Frugoli
- Trilha Sonora: Aline Meyer
- Figurinos: Hugo Possolo
- Iluminação: Marcos Loureiro
- Ass. direção: Fernanda Cunha

LAMBE-LAMBE IN TCHECOV – Praça do Teatro Municipal – 8 e 9/8 – 19h
O trabalho, contemplado com o Prêmio Funarte de Teatro Myriam Muniz 2007, é uma peça de rua, em dois módulos, baseados nos contos Varka e Sonhos, do dramaturgo russo Anton Tchekhov. Realizada pela Companhia de Teatro Anjos da Noite (SC), a montagem resulta de pesquisa sobre a obra de Tcheckhov, na linguagem do teatro lambe-lambe - também conhecido como teatro de miniaturas.
JOÃO E MARIA – Cia De 4 No Ato – Rio de Janeiro. Dia 08, às 15h, no Jardim Alvorada, dia 09, às 10h na Praça 21 de Abril e 16h em Cruz das Posses.
Com 14 anos de trabalho, após ter pesquisado e produzido espetáculos com diversos tipos de linguagens teatrais - teatro inspirado em literatura, teatro de rua, textos Clássicos e experimentações, o Grupo pretende neste projeto buscando sempre inovar a arte dos grandes artistas de circo e essa nova pesquisa é baseada nos equilibristas, portanto os atores estarão atuando em cima de pernas de pau.
CARTA DE UM PIRATA – Teatro Municipal, sexta-feira, 08/08, 20h30
Um pirata escreveu uma carta pra mãe há muito tempo, e o ator traz essa carta para o palco utilizando pra isso o essencial (corpo, voz, sensibilidade).Solo concebido no projeto SOLOS DO BRASIL com coordenação artística de Denise Stoklos. Texto, direção, coreografia e atuação de Vinícius Piedade.
FULANO & SICRANO – Teatro Municipal – Sábado, dia 09, 20h30
O Centro Teatral e Etc  e Tal, do Rio de Janeiro, apresenta a premiada comédia Fulano & Sicrano. Formado pelo trio de cômicos Alvaro Assad, Marcio Moura e Melissa Teles-Lôbo, esta companhia carioca de repertório fundada em 1993, desenvolve sua pesquisa artística calcada na tríade Teatro-Mímica-Humor. 
Atualmente tem uma média de 150 apresentações e 25.000 espectadores por ano. Participa de turnê e Mostras de Teatro Internacionais (Alemanha, Dinamarca, França, Portugal, Argentina e Paraguai) e Nacionais (RJ, SP, ES, MG, PR, SC, TO, AL, MS, BA, AC, RR, DF, PB, PA, RN, PE) arrematando 35 prêmios e milhares de gargalhadas.
FULANO&SICRANO traz para o teatro adulto o humor e a linguagem dos Quadrinhos e da Animação. Pega o espectador de surpresa, colocando no palco o humor inusitado que é retirado das situações mais banais. 
BALADA DE UM PALHAÇO – Domingo, dia 10, 20h30
A peça Balada de Um Palhaço, de Plínio Marcos e direção de Danilo Alencar, com encenação do Grupo Arte & Fatos da UCG. Escrito em 1986, a peça narra a história de dois palhaços, Bobo Plin (Edson de Oliveira) e Menelão (Bruno Peixoto), donos de um circo decadente, único meio de sobrevivência dos dois atores. 
Sábado, 16 de agosto, 20h30 – À BEIRA DO PRECIPÍCIO conta a história de Afonso e Zeca, o primeiro um viúvo que se fechou para o mundo e o segundo um garoto de programa que tem o mundo fechado para ele. O encontro dos dois revela um ponto de intersecção: a solidão. 
Domingo, dia 17 de agosto, 20h30 – CIDADE AZUL – Com a Cia Truks Teatro de Animação
Cidade Azul é um lugar que, por muito pouco, quase não existe. Mas existe, sim! Existe dentro da cabecinha de um menino teimoso, que insiste não apenas em sonhar, mas em transformar, nem que seja como um sonho, o seu em um lugar melhor para se viver. Sua rua cinzenta, na rua azul da sua Cidade Azul. 
TEATRO DE RUA TAMBÉM É DESTAQUE
Apresentações da comédia medieval O Pastelão e a Torta, no sábado, às 11h na Praça 21 de abril e domingo, 17h, na Praça do Alto do Ginásio.
Farsa medieval, o espetáculo trata das artimanhas realizadas por uma dupla de mendigos famintos, Balandrot e Julião. Desesperados pela fome e frio, aprontam mil confusões ao tentarem roubar um apetitoso pastelão da padaria do casal Gauthier e Marion. 
No elenco: Beto Bellini, Arthur Zanini, Altair Tardelli e Goreti Rissato de Souza